# Lambulodes brunneomarginata
Lambulodes brunneomarginata là một loài bướm đêm thuộc phân họ Arctiinae, họ Erebidae.